# 周雨寰

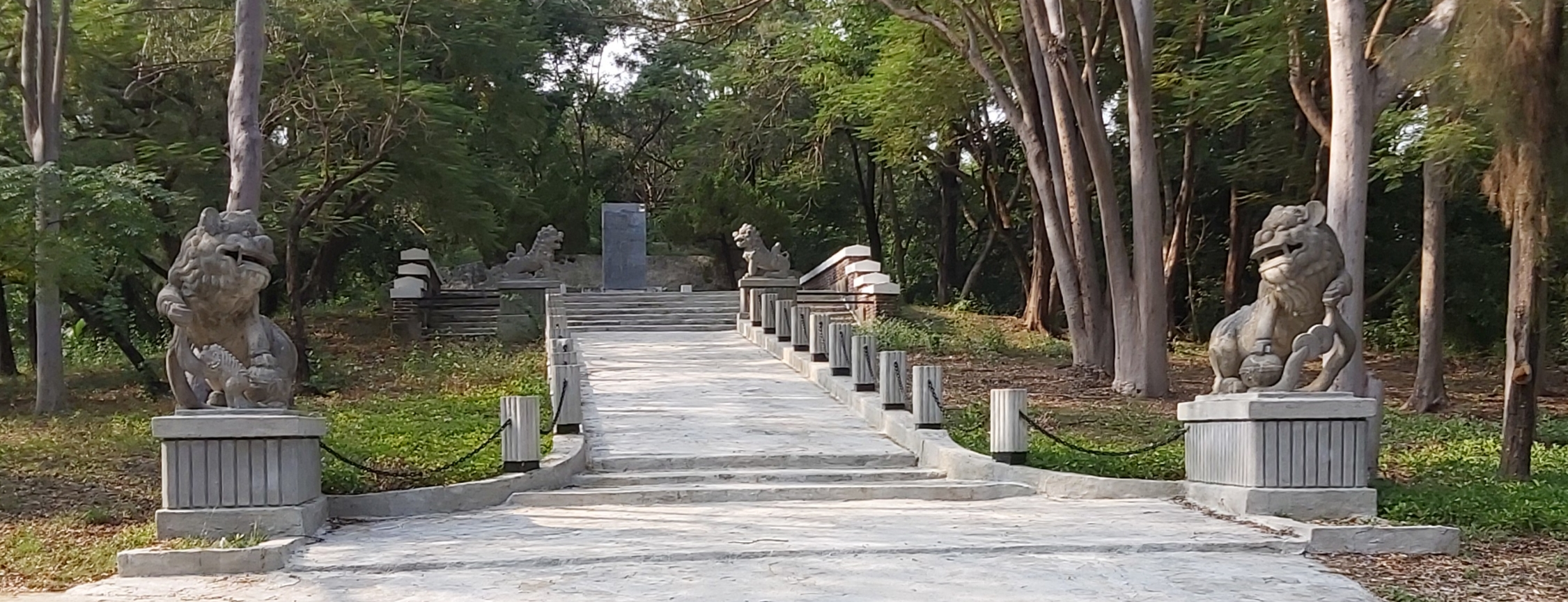
周雨寰將軍之墓

周雨寰（1912年—1955年），生於四川省忠縣（今重慶市忠縣），1933年畢業於黃埔軍校八期工兵科，1936年入德國陸軍軍官學校受訓。中華民國海軍陸戰隊第二任司令（时任少将），在任期間多次前往澄清湖訓練營巡視，認為該地點環境特殊且風景優美適合興建領袖行館，因而邀請副總統陳誠南下巡視勘查，從而催生出總統行館「澂清樓」。其身後葬於台灣高雄鳥松區澄清湖（舊稱「大貝湖」）風景區「國軍忠靈塔」範圍內的墓園。

## 簡歷
- 黃埔軍校第七分校（位於西安王曲）第二科上校科長，屬胡宗南系統。
- 陸軍整編208師第三旅旅長（208師為87軍前身），可參考段澐條目（青年軍208師骨幹因周成為陸戰隊司令帶走不少骨幹血肉，故若說208師為在台海軍陸戰隊之母亦不為過）。
- 國民革命軍第八十七軍（下轄220、221、222三個師）：222師師長
- 1953年國慶閱兵海軍陸戰隊少將總指揮官（大閱官蔣中正）
- 海軍陸戰隊司令，任內因肝癌病赴美就醫，於任內病逝。
- 育有三男二女
- 女儿周康美，華夏投資公司董事長周康美，本來在黨營事業內就是屬於宋楚瑜人馬，宋家和周家是二代交情，周康美的父親周雨寰是前陸戰隊司令因病早逝，周將軍他和宋楚瑜父親宋達是軍中好友。宋楚瑜在擔任黨祕書長兼華夏董事長時，周康美是總經理。

## 参看
- 中華民國海軍陸戰隊

## 外部連結
- http://mypaper.pchome.com.tw/4astone/post/1320764566 （页面存档备份，存于） 周將軍墓，墓誌銘為于右任所撰。 （繁體中文）

| 前任： 楊厚綵 | 中華民國海軍陸戰隊司令 · 1950年8月1日－1955年3月1日（病逝，任期未滿） | 繼任： 唐守治 |